# Batalla de Changsha (1944)
La batalla de Changsha de 1944 (también conocida como batalla de Hengyang o campaña de Changsha-Hengyang; en chino tradicional, 長衡會戰) fue una invasión de la provincia de China de Hunan por parte de las tropas de Japón cerca del final de la segunda guerra sino-japonesa. Como tal, abarca tres conflictos distintos: una invasión de la ciudad de Changsha y dos invasiones de Hengyang.
Los militares japoneses trasladó el grueso de sus tropas desde la patria japonesa y Manchuria como parte de la Operación "Ichi-Go" o "Tairiku Datsu Sakusen" que se traduce aproximadamente como 'Operación para romper el continente'. Se trataba de un intento de establecer un corredor terrestre y ferroviario desde los territorios ocupados por los japoneses de Manchuria, el norte y el centro de China y Corea y los del Sudeste Asiático.

## Objetivos japoneses
Changsha es la capital de la provincia de Hunan y un importante cruce de dos ferrocarriles del sur de China: el ferrocarril triprovincial de Hunan-Guizhou-Guangxi y el de Cantón a Wuhan. Hengyang también está en el ferrocarril triprovincial y muy cerca del ferrocarril Cantón-Wuhan Ferrocarril. Además, el lago Dongting y las ciudades de Changsha, Hengyang y Lingling, están conectadas por el río Xiang. Era imperativo para ambos bandos controlar las zonas suburbanas de Changsha y Hengyang.
El objetivo táctico del Ejército Expedicionario Japonés en China era asegurar el ferrocarril de Hunan-Guizhou-Guangxi y la zona sur de China. La 14.ª Fuerza Aérea de las Fuerzas Aéreas del Ejército de los Estados Unidos también estacionó sus cazas y bombarderos en varias bases aéreas a lo largo del ferrocarril de las tres provincias: Hengyang, Lingling, Guilin, Liuzhou y Nanning. Desde allí, los Tigres Voladores estadounidenses, dirigidos por el general de brigada Claire Lee Chennault, habían infligido grandes daños a las tropas japonesas tanto en China como en Formosa y podría lanzar ataques aéreos contra las islas interiores de Japón.
Tras varios ataques aéreos ineficaces del Servicio Aéreo del Ejército Imperial Japonés, los japoneses decidieron utilizar fuerzas terrestres para negar al poder aéreo aliado estas bases aéreas. Por orden directa de Shunroku Hata, Comandante en Jefe del Ejército Expedicionario de China, el 11º Ejército japonés estacionado en Wuhan recibió la misión de atacar Changsha y avanzar hacia el suroeste a través del ferrocarril de la triprovincia. Más tarde uniría fuerzas con el 23º Ejército japonés del Sexto Ejército de Área japonés de Cantón.
El general Isamu Yokoyama (橫山勇), general de dos estrellas del 11º Ejército japonés, dirigía cinco divisiones reforzadas por otras cuatro divisiones y tres brigadas independientes. Shunroku Hata decidió permanecer en Wuhan desde el 25 de mayo de 1944 hasta el final de la segunda fase de la Operación Ichi-Go.

## Batalla de Hengyang
Dos destacamentos militares japoneses se dirigieron a asediar Hengyang, pero el Décimo Cuerpo del ERN, con escasos efectivos, al mando de Fang Xianjue repelió su avance en dos ocasiones. La situación en Hengyang contribuyó a acelerar el desmoronamiento del gabinete de Hideki Tojo. Junto con la la pérdida de Saipán el 9 de julio de 1944, Tojo y su gabinete presentaron su dimisión el 18 de julio de 1944.
En agosto de 1944, las tropas japonesas dirigidas por tres generales de dos estrellas volvieron a atacar Hengyang con apoyo aéreo. Las tropas chinas resistieron ferozmente ayudadas por los conocimientos locales y construyendo eficaces barricadas de hasta cuatro metros de altura. Las defensas chinas fueron construidas inteligentemente y utilizaron zonas de fuego cruzado para maximizar la potencia de fuego. Esto hizo que las divisiones japonesas 68.ª y 116.ª perdieran la moral y comenzaran los preparativos para la retirada. Sin embargo, la moral subió cuando la 58.ª División japonesa irrumpió en el perímetro noroeste de la ciudad, defendido por la Tercera División china, y se reanudó el ataque. Los refuerzos de cinco Cuerpos: el 37.º, 62.º, 74.º, 79.º y 100.º, intentaron muchas veces llegar a Hengyang, pero fueron bloqueados por cuatro divisiones japonesas: la 27.ª, 34.ª, 40.ª y 64.ª.
Los japoneses acabaron capturando al comandante del Décimo Cuerpo chino, Fang Xianjue, que rindió Hengyang el 8 de agosto de 1944 después de que su Décimo Cuerpo fuera diezmado, pasando de diecisiete mil a tres mil hombres (incluidos los heridos). Así concluyó la campaña de Changsha-Hengyang.

### El derrotado Décimo Cuerpo
La Comisión de Asuntos Militares china reactivó el cuartel general del Décimo Cuerpo de Yi-San en Guangxi tras la derrota de Hengyang. Li Yu-tang era el general al mando de la unidad matriz del Décimo Cuerpo.
Algunos de los soldados supervivientes del Décimo Cuerpo se escabulleron entre las líneas japonesas y regresaron a pie al nuevo cuartel general del cuerpo. De los tres mil soldados chinos apresados y heridos, mil murieron de hambre, heridas, enfermedad o maltrato por parte de los japoneses.
La mayoría de los oficiales generales chinos capturados en Hengyang consiguieron atravesar las líneas japonesas por separado. El 19 de septiembre de 1944, Fang Xianjue fue rescatado por un equipo clandestino de la estación de Changsha de la "Oficina de Estadística Militar" de la Comisión de Asuntos Militares y fue recibido personalmente por Chiang Kai-shek en la residencia de Chiang Chongqing el 14 de diciembre de 1944. En contra de las tradiciones militares no oficiales del este de Asia, "Fang y sus cinco generales con aspecto de tigre", que entregaron el Décimo Cuerpo chino a los japoneses, fueron recibidos en Chongqing; también se les concedió la Orden del Cielo Azul y el Sol Blanco. Fang y otros dos generales recibieron el mando completo de nuevas divisiones de fuerza completa. Al mismo tiempo, Fang también fue asignado al puesto de subcomandante de dos estrellas del 37º Grupo de Ejército. Los seis oficiales generales permanecieron en servicio militar activo hasta después del final de la guerra.

## Secuelas
Tras 47 días de encarnizados combates, las tropas japonesas consiguieron ocupar Hengyang con un alto precio en bajas sobre la ciudad: se perdieron muchas vidas, incluyendo 390 oficiales japoneses comisionados muertos y otros 520 heridos. Las divisiones 68 y 116 perdieron su fuerza de combate y fueron reasignadas a tareas de guarnición. Así, las tropas chinas del norte pudieron ampliar su influencia a pesar de la pérdida de la ciudad de Hengyang.
En el lado del Ejército Nacional Revolucionario Chino, el Noveno Frente Militar de Xue en esta campaña perdió dos cuerpos efectivos leales a Chiang Kai-Shek: el 4º y el 10º cuerpo. Esto convirtió al "Tigre Xue" en un tigre sin dientes hasta el final de la Segunda Guerra Chino-Japonesa.
En forma secuencial, el 11º Ejército japonés avanzó hacia Lingling, tomándolo el 4 de septiembre de 1944, y controló Guilin el 10 de noviembre de 1944. El Ejército Expedicionario Japonés en China había completado ostensiblemente el objetivo estratégico del Estado Mayor Imperial Japonés: enlazar por medio de la ocupación sus territorios en el este de Asia, (aunque no contaban con suficientes efectivos para mantener el control real sobre ellos debido a sus grandes pérdidas).
Además, las Fuerzas Aéreas del Ejército de los Estados Unidos transfirieron todos sus grupos de bombarderos en las bases aéreas chinas mencionadas a la recién capturada Saipán en julio de 1944, durante la batalla de Hengyang. Desde Saipán, las flotas aéreas de Estados Unidos comenzaron su campaña de bombardeo contra las islas interiores de Japón. Uno de los logros tácticos japoneses en esta sangrienta campaña, (Operación Ichi-Go), había sido fácilmente neutralizado por una simple maniobra militar estadounidense en el Pacífico.
Después de la batalla de Hengyang, los japoneses no pudieron seguir luchando con eficacia. Durante este período, Japón descubrió que los privilegios del gobierno del régimen de Wang Jingwei eran inútiles. En consecuencia, rechazaron los planes de tomar más territorio chino. Al mismo tiempo, su posición negociadora con China se redujo considerablemente, hasta el punto de que aceptaron dejar de lado el tratado "Tang Ju".
El gobierno chino siguió presionando a los japoneses para que se retiraran completamente del noreste. Los japoneses, en una medida desesperada, reunieron todas las tropas posibles en abril de 1945 para invadir un asentamiento pesado (Zhijiang) en el oeste de Hunan, con la esperanza de abrir un camino hacia Sichuan. Las tropas fueron interceptadas y aniquiladas casi por completo en una emboscada de la Guardia Nacional China. China recuperó parte de su territorio. En este punto, el curso de la guerra había cambiado. Los japoneses se rindieron posteriormente en el río Zijiang.